# Rimsko-selevkidska vojna
Rimsko selevkidska vojna (192–188 pr. n. št.), imenovana tudi etolska vojna, antiohijska vojna, sirska vojna in sirsko-etolska vojna. Z oslabljenim Egiptom in Makedonijo je Selevkidsko cesarstvo postajalo vse bolj agresivno in uspešno v svojih poskusih osvojitve celotnega grškega sveta. Ko se je Rim ob koncu druge makedonske vojne umaknil iz Grčije, so mislili (in tudi njihovi zavezniki), da so za seboj pustili stabilen mir. Vendar so z oslabitvijo zadnje preostale prepreke za širitev Selevkidov za seboj pustili ravno nasprotno. Ne le, da so rimski zavezniki proti Filipu iskali rimsko zavezništvo proti Selevkidom, ampak je Filip sam iskal zavezništvo z Rimom. Razmere je še poslabšalo dejstvo, da je bil Hanibal zdaj glavni vojaški svetovalec selevkidskega cesarja in verjeli so, da načrtujeta popolno osvojitev ne le Grčije, ampak tudi Rima. Selevkidi so bili veliko močnejši od Makedoncev, saj so nadzorovali velik del nekdanjega Ahemenidskega cesarstva in so do takrat skoraj v celoti ponovno sestavili nekdanji imperij Aleksandra Velikega. Rimljani so se bali najhujšega in začeli veliko mobilizacijo, skorajda so se umaknili iz nedavno pomirjene Iberije in Galije. Na Siciliji so celo ustanovili večjo garnizijo za primer, da bi Selevkidi kdaj napadli Italijo. Ta strah so delili tudi rimski grški zavezniki, ki so v letih po drugi makedonski vojni večinoma ignorirali Rim, zdaj pa so prvič po tej vojni spet sledili Rimu. Pod poveljstvom velikega junaka druge punske vojne Scipiona Afriškega, so bile mobilizirane večje rimsko-grške sile, ki so se odpravile proti Grčiji, s čimer se je začela rimsko-selevkidska vojna. Po začetnih bojih, ki so razkrili resne slabosti Selevkidov, so Selevkidi v bitki pri Termopilah (191 pr. n. št.) poskušali obrniti rimsko moč proti sebi (kot so verjeli, da je 300 Špartancev stoletja prej storilo mogočnemu Perzijskemu cesarstvu).
Tako kot Špartanci so tudi Selevkidi bitko izgubili in bili prisiljeni zapustiti Grčijo. Rimljani so Selevkide zasledovali s prečkanjem Helesponta, kar je bil prvi vstop rimske vojske v Malo Azijo. Odločilni spopad se je zgodil v bitki pri Magneziji, kar je povzročilo popolno zmago Rimljanov.  Selevkidi so prosili za mir, Rim pa jih je prisilil, da so se odpovedali svojim nedavnim grškim osvojitvam. Čeprav so še vedno nadzorovali veliko ozemlja, je ta poraz pomenil začetek konca Selevkidskega cesarstva, saj so se začeli soočati z vse bolj agresivnimi podložniki na vzhodu (Parti) in zahodu (Grki), pa tudi z Judejo na jugu. Njihov imperij se je v naslednjem stoletju razpadel v ostanke, ko ga je zasenčilo Pontsko kraljestvo. Po Magneziji se je Rim znova umaknil iz Grčije, v predpostavki (ali upanju), da bo pomanjkanje večje grške sile zagotovilo stabilen mir, čeprav se je zgodilo ravno nasprotno.
- Rimsko selevkidska vojna
- Makedonske vojne in rimsko osvajanje Grčije
- Egejski svet ob izbruhu vojne leta 192 pr. n. št.
- Potek vojne z lokacijami ključnih bitk
- Teritorialne spremembe v Mali Aziji 188 pr. n. št.

1. 1 2  Grainger 2002, str. 217.
2. ↑  Sarikakis 1974, str. 80.
3. 1 2 3 4  Grainger 2002, str. 268.
4. ↑  Taylor 2013, str. 139.
5. ↑  Sarikakis 1974, str. 81.
6. ↑  Cornelius Nepos, Hannibal, 12.
7. ↑  Eckstein 2008, str. 51.
8. 1 2 3 4 5  Grant 1978, str. 119.
9. 1 2 3 4 5  Eckstein 2008, str. 52.
10. ↑  Lane Fox 2005, str. 326.
11. ↑  Eckstein 2008, str. 55.